# Jacki
Jacki ist ein Kurzdokumentarfilm von Angelika Andrees mit der Kamerafrau Julia Kunert von 1977.

## Inhalt
Die kesse 14-jährige Jacqueline lebt mit ihrer Mutter seit kurzer Zeit bei deren neuen Lebenspartner, mit dessen Sohn und dem gemeinsamen Kind der beiden Elternteile in Berlin-Prenzlauer Berg. Es werden die schwierigen Annäherungsversuche in dieser neuen Patchworkfamilie sowie das Umfeld von Jacki in der Schule und mit Freunden gezeigt.

## Hintergründe
Jacki ist der Diplomfilm von Angelika Andrees an der Hochschule für Film und Fernsehen in Potsdam-Babelsberg. Sie wollte einen Film über die Beziehungen von Jugendlichen und deren Eltern drehen, die sie aus ihrer eigenen Erfahrung als schwierig erlebt hatte, besonders die Frage, warum die Erwachsenen so wenig bereit sind, ihre älter werdenden Kinder zu akzeptieren. Sie suchte dafür nach einer passenden Protagonistin und fand sie mit Jacqueline. Die Wohnung befand sich in der Gethsemanestraße in Berlin-Prenzlauer Berg.

## Aufführungen
Der Film Jacki wurde zuerst am 8. August 1977 im DDR-Fernsehen und danach am 2. März 1978 bei den Filmfestspielen in West-Berlin (zusammen mit drei weiteren Babelsberger Studentenfilmen) gezeigt. 2011 wurde er im Großplanetarium in Prenzlauer Berg vorgestellt, wo er zum zweitbesten Film des Abends vom Publikum gewählt wurde.  2016 war er im Bezirksmuseum Prenzlauer Berg zu sehen, wo die Mutter von Jacqueline viele Jahre gearbeitet hatte und der Film viel Beifall erhielt. Weitere Vorführungen gab es 2022 beim Dokumentarfilmfestival in Leipzig in einer Matinee für Angelika Andrees, und 2023 im Berliner Kino Krokodil bei einem Gedenkfilmabend für die kurz zuvor verstorbene Kamerafrau Julia Kunert.

## Meinungen
Der Filmrezensent des Leipziger Dokfilmfestivals 2022 Felix Mende schreibt

„Je näher der Film seinen Figuren kommt, desto freier agiert die Kamera, gleitet wie in Trance durch ein Atelier oder fliegt über die nächtliche Schnellstraße wie über eine Ufo-Landebahn.“

Und der Kiezkulturreporter Alexander Buchs fand 2011

„Jenseits der „modernen Spaßgesellschaft“ besticht der Film von Angelika Andrees nach wie vor durch eine Beobachtungsgabe und eine Erzählkunst, die heutzutage leider viel zu selten zu bewundern ist.“